# Perspective Stepan-Bandera (Kiev)
Pour les articles homonymes, voir Rue Stepan-Bandera.
La perspective ou avenue Stepan-Bandera (ukrainien : проспект Степана Бандери, prospekt Stepana Bandery ; russe : проспект Степана Бандеры, prospekt Stepana Bandery) est une voie située dans le raïon d'Obolon, à Kiev, en Ukraine.

## Situation et accès
Elle s'étend des rues  Kourenivka (uk) et Saint-Cyrille (uk) au pont Nord.

## Odonymie
L'éponyme de cette voie est Stepan Bandera (1909-1959), un nationaliste qui a été à la fois collaborateur et prisonnier des nazis, l'un des meneurs de l'Organisation des nationalistes ukrainiens et l'un des commandants de l'Armée insurrectionnelle ukrainienne.

## Histoire

### Formation et époque soviétique
La voie est formée dans la première moitié du XXe siècle en tant que jonction des rues de la Prairie (ukrainien : Лугова вулиця ; russe : Луговая улица) et de la Station (ukrainien : Станційна вулиця ; russe : Станционная улица) — entre la rue Kirill (ukrainien : Кирилівська вулиця ; russe : Кирилловская улица) et la voie ferrée — et l'impasse du Potager (ukrainien : Городній тупик ; russe : Огородный тупик), qui en 1961 sont fusionnées en la rue des Cosaques-Rouges. En 1976, après extension vers le pont de Moscou (aujourd'hui du Nord) et élargissement en la transformant en une autoroute à grande vitesse, la rue est renommée perspective des Cosaques-Rouges (ukrainien : проспект Червоних козаків ; russe : проспект Красных казаков) en l'honneur des formations militaires des Cosaques rouges (uk).

### Ukraine indépendante
Par ordonnance du conseil municipal de Kiev en date du 18 août 2004, la voie est renommée perspective de Moscou ; le 7 juillet 2016, lors d'une session, les députés du conseil de Kiev votent le renommage de la perspective en l'honneur de Stepan Bandera. La décision entre en vigueur après la publication officielle dans le journal Khrechtchatyk, le 8 septembre 2016. Le 25 juin 2019, le tribunal administratif du district de Kiev annule cette décision et rend l'ancienne dénomination à cette voie ; en avril 2021, la cour d'appel annule cette décision du tribunal administratif du district .